# Damm 15a (Quedlinburg)

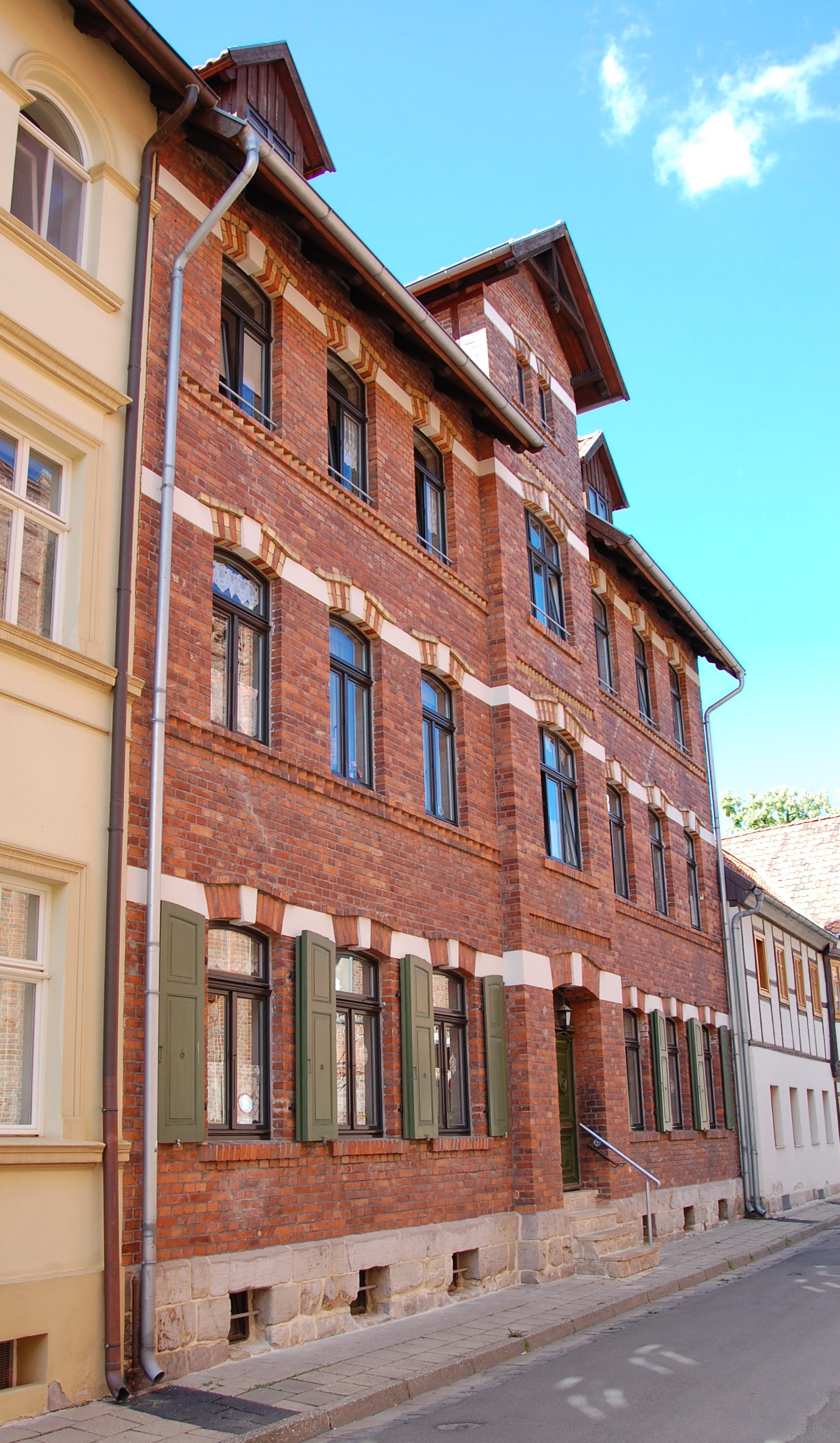
Haus Damm 15a

Das Haus Damm 15a ist ein denkmalgeschütztes Gebäude in der Stadt Quedlinburg in Sachsen-Anhalt.

## Lage
Es befindet sich im südlichen Bereich der Straße Damm. Im Quedlinburger Denkmalverzeichnis ist es als Wohnhaus eingetragen. Südlich grenzt das gleichfalls denkmalgeschützte Haus Damm 15b an.

## Architektur und Geschichte
Das dreigeschossige, in massiver Bauweise errichtete Gebäude entstand im Jahr 1894. Die siebenachsige Backsteinfassade ist symmetrisch gegliedert und von einem Mittelrisaliten geprägt.